# Аппарат Зангер-Блэка
Аппарат Зангер-Блэка — аппарат для определения мышьяка по Зангер-Блэку путём восстановления соединений мышьяка до мышьяковистого водорода, который в зависимости от количества мышьяка окрашивает бумагу или другой материал, обработанный бромидом ртути или дихлоридом ртути, от ярко-жёлтого до темно-коричневого цвета. В результате реакции мышьяковистого водорода с дихлоридом ртути образуется комплексное соединение As(HgCl)3.Hg2Cl2, дающее окрашивание.
Аппарат Зангер-Блэка состоит из:
- колбы плоскодонной обычно вместимостью 100мл
- насадки
- пестика, проходящего через резиновую пробку